# Khí học cao không
Khí học cao không là khoa học khí tượng của vùng trên của  bầu khí quyển Trái Đất hoặc của các hành tinh khác, có liên quan đến các chuyển động khí quyển, thành phần hóa học và các thuộc tính của nó, và phản ứng với nó từ môi trường ngoài không gian (vũ trụ). Thuật ngữ khí học cao không được Sydney Chapman giới thiệu trong Thư gửi Biên tập viên tạp chí Nature với tiêu đề Some Thoughts on Nomenclature (Một số suy nghĩ về Danh pháp) năm 1946. Các nghiên cứu trong đề tài cũng điều tra nguyên nhân của quá trình phân ly hoặc ion hóa.
Ngày nay thuật ngữ này cũng bao gồm khoa học về các vùng tương ứng trong khí quyển của các hành tinh khác. Khí học cao không là một nhánh của vật lý khí quyển. Nghiên cứu trong khí học cao không đòi hỏi phải tiếp cận với khinh khí cầu, vệ tinh và tên lửa âm thanh để thu được các dữ liệu quý giá về khu vực này của khí quyển. Triều khí quyển chi phối động lực của tầng trung lưu và phần dưới của tầng nhiệt, rất cần thiết để hiểu bầu khí quyển như một khối tổng thể. Các hiện tượng khác được nghiên cứu là phóng sét tầng cao khí quyển, chẳng hạn như các sprite đỏ, quầng sáng sprite hoặc tia xanh.

## Triều khí quyển
Triều khí quyển là những dao động định kỳ quy mô toàn cầu của khí quyển. Theo nhiều cách, chúng tương tự như thủy triều. Triều khí quyển tạo thành một cơ chế quan trọng để vận chuyển năng lượng truyền vào từ tầng trên khí quyển xuống tới tầng dưới khí quyển, đồng thời chi phối động lực học của tầng trung lưu và phần dưới của tầng nhiệt. Do đó, nghiên cứu về triều khí quyển là điều cần thiết để hiểu khí quyển như một khối tổng thể. Mô hình hóa và quan sát triều khí quyển là cần thiết để theo dõi và dự đoán những thay đổi trong bầu khí quyển Trái Đất.

## Sét tầng cao khí quyển

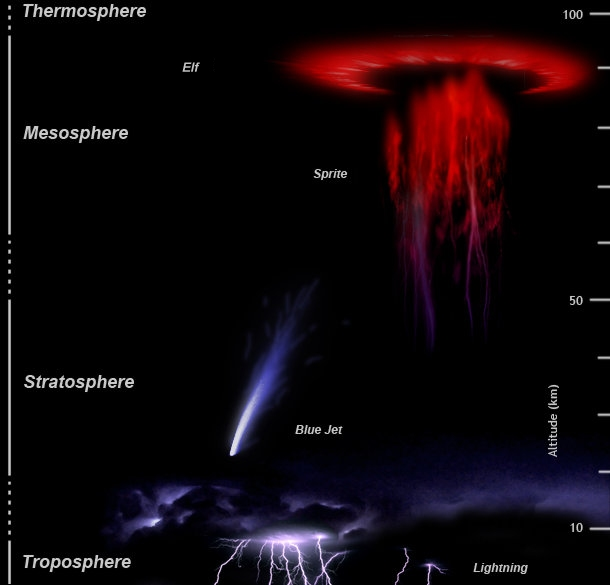
Minh họa các hiện tượng sét và phóng điện tầng cao khí quyển

Sét tầng cao khí quyển hoặc phóng điện tầng cao khí quyển là những thuật ngữ đôi khi được các nhà nghiên cứu sử dụng để chỉ một họ các hiện tượng phóng điện xảy ra ở phía trên các cao độ của sét thông thường. Sử dụng hiện tại được ưu tiên là các sự kiện phát sáng thời gian ngắn (TLE) để chỉ các loại hiện tượng phóng điện khác nhau gây ra trong tầng cao khí quyển bởi sét tầng đối lưu. TLE bao gồm các sprite đỏ, quầng sprite, blue jet và ELVES.